# Владыкинский сельсовет
Владыкинский сельсовет — сельское поселение в Каменском районе Пензенской области Российской Федерации.
Административный центр — село Владыкино.

## История
Статус и границы сельского поселения установлены Законом Пензенской области от 2 ноября 2004 года № 690-ЗПО «О границах муниципальных образований Пензенской области».

## Население
| 2002  | 2010  | 2012  | 2013  | 2014  | 2015  | 2016  |
| ----- | ----- | ----- | ----- | ----- | ----- | ----- |
| 1255  | ↘1174 | ↘1129 | ↘1112 | ↘1086 | ↘1062 | ↘1032 |
| 2017  | 2018  | 2021  |       |       |       |       |
| ↘1007 | ↘998  | ↘844  |       |       |       |       |

## Состав сельского поселения
| № | Населённый пункт   | Тип населённого пункта       | Население |
| - | ------------------ | ---------------------------- | --------- |
| 1 | Бессоновка         | деревня                      | 14        |
| 2 | Владыкино          | село, административный центр | ↘460      |
| 3 | Ключи              | деревня                      | 87        |
| 4 | Николаевка         | деревня                      | 1         |
| 5 | Соболевка          | село                         | ↘372      |
| 6 | Троицкое Отделение | деревня                      | 240       |